# Motiong
Motiong è una municipalità di quinta classe delle Filippine, situata nella Provincia di Samar, nella regione di Visayas Orientale.
Motiong è formata da 30 baranggay:
- Angyap
- Barayong
- Bayog
- Beri
- Bonga
- Calantawan
- Calapi
- Caluyahan
- Canatuan
- Candomacol
- Canvais
- Capaysagan
- Caranas
- Caulayanan
- Hinica-an

- Inalad
- Linonoban
- Malobago
- Malonoy
- Mararangsi
- Maypange
- New Minarog
- Oyandic
- Pamamasan
- Poblacion I
- Poblacion I-A
- Pusongan
- San Andres
- Santo Niño
- Sarao